# Língua timucua
A língua timucua, ou timuqua é uma Língua isolada extinta falada pelo antigo povo homônimo, no norte da Flórida e no sul da Geórgia nos Estados Unidos.

## Etimologia
O exônimo timucua deriva de thimogona, nome que o cacique  Sarawi usava para se referir à tribo rival, do cacique Utina. O termo foi adptado pelos espanhóis como 'timucua' e usado para se referir aos demais povos que falavam aquela língua. A língua timucua não apresentava endônimo.

## Distribuição
A língua Timucua era falada em uma posição indeterminada na costa da Geórgia, indo no mínimo desde o rio Altamaha, passando pelo norte e centro da Flórida até a região de Daytona. O território dos timucua era delimitado pelo pântano Okefenokee, o rio Aucilla, o Oceano Atlântico, o rio Withlacoochee e  o Cabo Canaveral.
Havia onze dialetos do timucua: o timucua propriamente dito, o itafi, o potano, o yufera, o mocama, o tucururu, o agua fresca, o agua salada, o acuera, o tawasa e o oconi.
Por ser uma língua isolada, sua relação com outras famílias linguísticas ainda não é clara.

## Fonologia

### Consoantes
Timucua apresenta 15 fonemas consonantais.
|             | Bilabial | Dental | Alveolar | Alveopalatal | Retroflexo | Palatal | Velar | Uvular | Glotal |
| ----------- | -------- | ------ | -------- | ------------ | ---------- | ------- | ----- | ------ | ------ |
| Plosiva     | p b      |        |          | t d          |            |         | k, kw |        |        |
| Africada    |          |        |          | tʃ           |            |         |       |        |        |
| Nasal       | m        |        | n        |              |            |         |       |        |        |
| Tepe        |          |        | ɾ        |              |            |         |       |        |        |
| Fricativa   | β ɸ      |        | s        |              |            |         |       |        | h      |
| Aproximante | w        | l      |          |              |            | j       |       |        |        |

### Vogais
Timucua apresenta 5 vogais.
|             | Anterior | Posterior |
| ----------- | -------- | --------- |
| Fechada     | i        | u         |
| Semifechada | e        | o         |
| Média       |          |           |
| Semiaberta  |          |           |
| Aberta      | a        |           |

## Ortografia
Timucua foi escrito em alfabeto romano pelo missionário franciscano Francisco de Pareja.

## Gramática

### Pronomes
Em timucua não há flexão de gênero nem caso gramatical para formas pronominais.

#### Pessoais
Apenas os pronomes de primeira e segunda pessoa do singular apresentam pronomes como morfemas. As demais pessoas do discurso são indicadas por partículas ou substantivos.
| Pessoa                      | Pronome | Partícula           | Substantivo |
| --------------------------- | ------- | ------------------- | ----------- |
| Primeira pessoa do singular | honihe  |                     |             |
| Segunda pessoa do singular  | hochie  |                     |             |
| Terceira pessoa do singular |         | oqe / Ø             |             |
| Primeira pessoa do plural   |         | heca / niheca       |             |
| Segunda pessoa do plural    |         | yaqe / yeqe / chica |             |
| Terceira pessoa do plural   |         |                     | oqecare     |

#### Possessivos
Os pronomes possesivos são expressos por sufixos nominais.
| Pessoa                      | Pronome                |
| --------------------------- | ---------------------- |
| Primeira pessoa do singular | -na                    |
| Segunda pessoa do singular  | -ye / -ya              |
| Terceira pessoa do singular | -Ø / -ma               |
| Primeira pessoa do plural   | -nica                  |
| Segunda pessoa do plural    | -yaca / -yaqe / -chica |
| Terceira pessoa do plural   | -Ø                     |

### Verbo

#### Conjugação

##### Tempo
O tempo não representa um fator central na conjugação dos verbos em timucua.

##### Modo
Em timucua existem 4 modos: o indicativo, que expressa certeza e não é marcado morfologicamente; o subjuntivo, que expressa incerteza e é marcado pelo sufixo -cu; o optativo, que expressa desejo e é marcado pelo sufixo -qe; e o imperativo, que expressa ordem e pode tanto ser marcado pelo sufixo -che quanto não receber marcação.

##### Aspecto
O verbo pode ter três aspectos: o durativo, que expressa uma ação duradoura e é marcado por um dos sufixos -te, -ta, -be e -na; o ligado, que expressa uma ação "encapsulada" e é marcado pelo prefixo -bi; e o potencial, que exprassa uma ação com possibilidade de ocorrer e é expresso pelo sufixo -si.

##### Evidencialidade
Possui dois tipos: a habitual, que se refere a uma ação repetida, usual e que é marcada pelo sufixo -na; e a pontual, que se refere a eventos únicos, com ênfase na intensidade da ação e é marcada pelo sufixo -o.

###### Pessoa
Segue uma tabela de prefixos e sufixos pronominais dos verbos.
| Pessoa                      | Pronome               |
| --------------------------- | --------------------- |
| Primeira pessoa do singular | ni- / ho-             |
| Segunda pessoa do singular  | chi-                  |
| Terceira pessoa do singular | Ø-                    |
| Primeira pessoa do plural   | ni-...-bo / ho-...-bo |
| Segunda pessoa do plural    | chi-...-bo            |
| Terceira pessoa do plural   | Ø-...-ma              |

### Sentença

#### Ordem da frase
Timucua segue uma ordem de frase SOV(sujeito-objeto-verbo).

#### Perguntas
Uma das formas de indicar pergunta em timucua é terminando a frase como o sufixo cho, onde ch é abreviação de -chi, marcador de segunda pessoa e o é marcador de pergunta.Outra forma é com o uso de palavras interrogativas como chitaco e  chitacocare (quem); hacho e hachibueno (o quê); cha bueta e chaco bueta (de onde); hachaquene (qual); chanco bueta e chanco (onde).

## Vocabulário

### Cores
Segue uma lista de cores em timucua.
| nayo/naio | Branco                 |
| cuchu     | Preto                  |
| pira      | Vermelho               |
| curu      | Vermelgo escuro / roxo |
| nali      | Amarelo                |
| lico      | Azul / cinza           |

### Expressões do cotidiano
Segue uma lista de expressões cotidianas em timucua.
| Frase                            | Timucua                              |
| -------------------------------- | ------------------------------------ |
| Como você está?                  | Hachaquentecho?                      |
| Eu estou bem.                    | Niteracocola.                        |
| Qual nome você quer ser chamado? | Visamano hachamuenole siro chimante? |
| Meu nome é...                    | (nome) muenolesiro nimantela.        |
| Onde você vive?                  | Chanco chihibuante?                  |
| Eu vivo...                       | (lugar) hibuatema nintela.           |
| O que você quer?                 | Hachibonoco chimante?                |
| Eu não sei.                      | Ninutela.                            |
| Eu te amo.                       | Ho chimanistala.                     |